# Гура Мотрулуј
Гура Мотрулуј (рум. Gura Motrului) је насеље у општини Бутојешти у жупанији Мехединци у Румунији. Према попису из 2021. у насељу је било 306 становника.
Село се налази близу ушћа реке Мотру у Жију, по ком и носи назив (Gura Motrului — ушће Мотруа).

## Историја
Код села се налази истоимени православни манастир Гура Мотрулуј. Његов оснивач је био српски калуђер, Св. Никодим Тисмански, крајем 14. века.

## Становништво
| 1992. | 2002. | 2011. | 2021. |
| ----- | ----- | ----- | ----- |
| 374   | 398   | 341   | 306   |

Гура Мотрулуј је према попису из 2021. имала 306 становника што је за 35 мање (-10,26%) у односу на попис из 2011. када је у насељу био 341 становник.
Према попису из 2011. већину становништва су чинили Румуни (97,65%).
| Етнички састав према попису из 2011.‍ | Етнички састав према попису из 2011.‍ | Етнички састав према попису из 2011.‍ | Етнички састав према попису из 2011.‍ | Етнички састав према попису из 2011.‍ |
| ------------------------------------ | ------------------------------------ | ------------------------------------ | ------------------------------------ | ------------------------------------ |
|                                      |                                      |                                      |                                      |                                      |
| Румуни                               | Румуни                               |                                      | 333                                  | 97,65%                               |
| Непознато                            | Непознато                            |                                      | 8                                    | 2,35%                                |